# Dalechampia ipomoeifolia
Dalechampia ipomoeifolia är en törelväxtart som beskrevs av George Bentham. Dalechampia ipomoeifolia ingår i släktet Dalechampia och familjen törelväxter. Inga underarter finns listade i Catalogue of Life.